# Сэндс, Филипп
Филипп Джозеф Сэндс (англ. Philippe Joseph Sands, родился 17 октября 1960 года) королевский адвокат — британский и французский юрист, адвокат, работающий в адвокатской конторе Matrix Chambers, профессор права и директор Центра международных судов и трибуналов Университетского колледжа Лондона. Специалист в области международного права, выступает в качестве советника и адвоката во многих международных судах и трибуналах, в том числе в Международном суде, Международном трибунале по морскому праву, Европейском суде, Европейском суде по правам человека и Международный уголовный суд.
Сэндс входит в состав арбитров Международного центра по урегулированию инвестиционных споров (ICSID) и Спортивного арбитражного суда (CAS).
Автор семнадцати книг по международному праву, в том числе «Мир без закона» (2005) и «Команда пыток» (2008). Его книга «Улица Восток-Запад: об истоках геноцида и преступлений против человечности» (2016) была удостоена множества наград, в том числе премии Бэйли Гиффорд 2016 года за научно-популярную литературу . Его последняя книга — «Крысиная тропа: любовь, ложь и справедливость по следу нацистского беглеца» (2020) об Отто Вехтере .
С 5 февраля 2018 года Сэндс занимает пост президента английского ПЕН-клуба.
В феврале 2022 года предложил расследовать агрессию России в отношении Украины с помощью поддержки бывшего премьер-министра Великобритании Гордона Брауна.

## Биография
Сэндс родился в Лондоне 17 октября 1960 года в еврейской семье, дед был родом из Львова. Он получил образование в школе университетского колледжа в Хэмпстеде, Лондон, и изучал право в Колледже Корпус-Кристи в Кембридже, получив степень бакалавра в 1982 году, а год спустя получил первоклассную награду на курсе LLM. После завершения учёбы в аспирантуре в Кембридже Сэндс провел год в качестве приглашенного научного сотрудника в Гарвардской школе права.

## Академическая карьера
С 1984 по 1988 год Сэндс был научным сотрудником Колледжа Святой Катарины в Кембридже и Исследовательского центра международного права Кембриджского университета (ныне Центр международного права Лаутерпахта). Он также занимал академические должности в Королевском колледже Лондона (1988—1993) и SOAS (1993—2001). Являлся глобальным профессором права на юридическом факультете Нью-Йоркского университета (1993—2003) и занимал гостевые должности в Париже I (Сорбонна), Мельбурнском университете, Высшем институте международных исследований и исследований в области развития, Университете Индианы в Блумингтоне, Университете Торонто, Юридический факультет Бостонского колледжа и Львовский университет.
В 2019 году он был назначен приглашенным профессором права Самуэля и Джудит Писар Гарвардской школы права.
Сэндс был соучредителем Центра международного экологического права (1989) и Проекта международных судов и трибуналов (1997).

## Юридическая карьера
Сэндс был принят в Коллегию адвокатов Англии и Уэльса в 1985 году. В 2000 году стал основателем Matrix Chambers, а в 2003 году был назначен советником королевы. Сэндс был избран судейским судьёй Темпл в 2009 году.
Сэндс выступал в качестве советника и адвоката в делах, охватывающих широкий круг предметных областей, в том числе:
- споры о морских границах (в Карибском, Атлантическом и Тихом океанах);
- претензии, связанные с природными ресурсами, загрязнением и экологической оценкой;
- международные торговые споры;
- вопросы, касающиеся иммунитета действующих и бывших глав государств от юрисдикции национальных и международных судов;
- претензии по Конвенции Организации Объединённых Наций по морскому праву;
- заявления о применении силы, утверждения о пытках, геноциде, самоопределении и других нарушениях прав человека;
- иски, касающиеся нарушений международного уголовного права.

Сэндс выступал в качестве советника в более чем двух десятках дел в Международном Суде, включая Консультативное заключение по ядерному оружию (адвокат Соломоновых Островов); Грузия против. Споры с Россией (адвокат Грузии); Китобойный промысел в Антарктике (советник Австралии); Юридические последствия отделения архипелага Чагос от Маврикия в 1965 году; и Применение Конвенции о предотвращении преступления геноцида и наказании за него (адвокат Гамбии). Он также был проинструктирован в межгосударственных арбитражных разбирательствах, в том числе арбитраже по морскому заповеднику Чагос (адвокат Маврикия) и споре между Филиппинами и Китаем по поводу морской юрисдикции в Южно-Китайском море (адвокат Филиппин).
До принятия назначения арбитром ICSID (с 2007 года) Сэндс выступал в качестве советника в ICSID и других инвестиционных делах (включая Tradex, Waste Management и Vivendi). Теперь Сэндс является арбитром в инвестиционных и спортивных спорах (CAS).
В 2005 году книга Сэндса «Мир без закона» стала катализатором юридических и общественных дебатов в Великобритании о законности вторжения в Ирак в 2003 году. Книга затрагивает целый ряд тем, включая суд над Пиночетом в Лондоне, создание Международного уголовного суда, войну с терроризмом и создание лагеря для задержанных в заливе Гуантанамо. Во втором издании книги «Мир без закона» (2006 г.) Сэндс сообщил, что тогдашний премьер-министр Великобритании Тони Блэр пообещал президенту Джорджу Бушу, что он поддержит планы США по вторжению в Ирак, прежде чем он обратился за юридической консультацией по поводу законности вторжения. Сэндс обнародовал меморандум от 31 января 2003 года, в котором описывалась двухчасовая встреча между Блэром и Бушем, в ходе которой Буш обсуждал возможность заманивания сил Саддама Хусейна для сбивания разведывательного самолёта Lockheed U-2, действие, которое могло бы оправдать вторжение в Ирак в нарушение резолюций Совета Безопасности ООН.
В меморандуме раскрывается, что Блэр сказал Бушу, что поддержит планы США начать войну в отсутствие второй резолюции Совета Безопасности ООН, что явно противоречит заверениям, данным Блэром в парламенте Великобритании вскоре после этого 25 февраля 2003 года Сэндс придерживался мнения, что в международном праве нет никаких оснований для военных действий в Ираке.
В книге Сэндса 2008 года «Команда пыток» подробно излагается роль старших юристов администрации Буша в санкционировании пыток (включая так называемые «усовершенствованные методы допроса» в Гуантанамо-Бей). В результате его работы над Torture Team Сэндс был приглашён для дачи устных и письменных показаний в парламенты Великобритании и Нидерландов, а также в Палату представителей США и Сенат США:
- Специальный комитет Палаты общин Великобритании по иностранным делам (1 июня 2004 г.)[24]
- Специальный комитет Палаты общин Великобритании по иностранным делам (апрель 2006 г.)[25]
- Комитет Палаты представителей США по судебной системе (6 мая 2008 г.)[26]
- Комитет Сената США по судебной системе (19 июня 2008 г.)[27]
- Парламентское расследование Нидерландов: Комиссия Давидса (сентябрь 2009 г.)[28]

В 2009 году Джейн Майер сообщила в еженедельник The New Yorker о реакции Сэндса на новости о том, что испанский юрист Бальтасар Гарсон получил ходатайства о предъявлении шести бывшим чиновникам Буша обвинений в военных преступлениях.
С 2010 по 2012 год он работал комиссаром Правительственной комиссии Великобритании по Биллю о правах человека. Отчет комиссии был опубликован в декабре 2012 г. Сэндс и баронесса Кеннеди не согласились с большинством, и статья об их несогласии («В защиту прав») была опубликована в London Review of Books.
Сэндс и Кеннеди выразили обеспокоенность тем, что поддержка проекта британского Билля о правах была мотивирована желанием Соединенного Королевства выйти из Европейской конвенции о правах человека. В статье для The Guardian в мае 2015 года Сэндс утверждал, что планы по британскому Биллю о правах могут предоставить некоторым людям в Великобритании больше прав, чем другим, и что это будет «несовместимо с самим понятием основных прав человека, согласно которым каждый человек существо имеет основные минимальные права».
17 сентября 2015 года Сэндс прочитал в Верховном суде Великобритании публичную лекцию на тему «Изменение климата и верховенство закона: решение о будущем в международном праве». Он выразил мнение, что решение международного судебного органа, такого как Международный Суд, могло бы помочь разрешить научный спор об изменении климата и быть авторитетным и юридически обоснованным.
В декабре 2015 года Сэндс и двое его коллег из Matrix Chambers подготовили юридическое заключение о законности продажи Великобританией оружия Саудовской Аравии для Amnesty International, Oxfam и Saferworld. В заключении сделан вывод о том, что, санкционировав передачу оружия Саудовской Аравии, правительство Великобритании действовало в нарушение своих обязательств по Договору о торговле оружием, Общей позиции ЕС в отношении экспорта оружия и Сводных критериев Великобритании в отношении экспорта оружия.
16 апреля 2018 года Сэндс стал соавтором статьи в The Times, в которой утверждается, что у Великобритании не было установленных правовых оснований для ракетных ударов по Сирии в 2018 году.
В ноябре 2020 года группа юристов-международников под председательством Сэндса и Флоренс Мумба приступила к разработке законопроекта, криминализирующего экоцид, разрушение экосистем.

## Сочинения, театр и кино
Сэндс является сотрудником Financial Times и The Guardian, а также время от времени публикуется в London Review of Books и Vanity Fair .
Сэндс часто комментирует вопросы международного права и является автором программ BBC, Sky News, CNN, Al Jazeera, а также национальных радио- и телестанций по всему миру.
Его письменные работы легли в основу трех постановок, посвященных публичному и историческому влиянию международного права:
- Called to Account, постановочное расследование юридических вопросов, связанных с войной в Ираке (исполнялась в апреле 2007 г.);[41]
- Постановочные чтения « Команды пыток» (показаны в Театре Трицикл в 2009 г.,[42] Hay Festival в 2010 г.,[43] и в Театре Лонг-Уорф в 2011 г.);[44]
- Песня о добре и зле (исполняется в Purcell Room на Южном берегу 29-30 ноября 2014 г.,[45] Berwaldhallen в Стокгольме 14 января 2015 г.,[46] зал суда 600 Нюрнберга по приглашению правительства Германии в ознаменование 70-летия день открытия Нюрнбергского процесса 21 ноября 2015 г.[47] и Олимпийского театра Гуж в Монтобане 28 ноября 2015 г.)[48]. Он также был исполнен в Kings Place в Лондоне,[49] и в Австралии, Стамбуле, Брюсселе, Гааге и Нью-Йорке.

Книга Сэндса «Улица Восток-Запад: об истоках геноцида и преступлений против человечества» (2016) переведена на двадцать языков. В 2017-м вышла в Украине под названием «Восточно-Западная улица. Возвращение во Львов», эта книга-бестселлер рассказывает о Герше Лаутерпахте иРафаэле Лемкине. Она легла в основу документального фильма «Мое нацистское наследие: что сделали наши отцы». Режиссёром фильма стал Дэвид Эванс, премьера которого состоялась в апреле 2015 года на кинофестивале Tribeca Film Festival. Он был выпущен в США 6 ноября 2015 года и в Великобритании 20 ноября 2015 года.
Сэндс написал сценарий и появляется в фильме вместе с двумя сыновьями видных нацистских чиновников, Никласом Франком (сыном Ганса Франка, генерал-губернатора оккупированной Польши) и Хорстом фон Вехтером (сыном Отто Вехтера, губернатора Кракова в Польша и Галиция в Украине). Документальный фильм, в котором исследуются отношения между двумя сыновьями и их отцами, получил приз председателя Яд Вашем на Иерусалимском кинофестивале и был номинирован на лучший документальный фильм на Стокгольмском кинофестивале и на Evening Standard British Film Awards.
В 2018 году Сэндс написал и представил документальный фильм BBC Radio 4 «Интрига: крысиная тропа» об исчезновении высокопоставленного нациста Отто Вехтера, расследуя " крысиные тропы ", благодаря которым тот избежал правосудия. С тех пор Сэндс опубликовал книгу на эту тему.
В 2019 году он опубликовал введение к изданию «Процесса» Франца Кафки.
В 2020 году он опубликовал книгу «Крысиная тропа: любовь, ложь и справедливость по следу нацистского беглеца».
Сэндс несколько лет входил в совет директоров Tricycle Theater и в настоящее время является президентом английского ПЕН-клуба (работает в совете с января 2013 года). Он является членом правления Hay Festival of Arts and Literature, и его интервью в Hay включали Джулиана Ассанжа (2011); Ванесса Редгрейв (2011); Кейр Стармер (2013); Джон Ле Карре (2013); Лорд-судья Левесон (2014) и Типпи Хедрен (2016).

## Личная жизнь
Сэндс живёт в Северном Лондоне с женой и тремя детьми. В интервью The Guardian Сэндс заявил: «Я хочу, чтобы со мной обращались как с человеком Филиппом Сэндсом, а не с британцем, лондонцем или евреем Филиппа Сэндсом».

## Призы и награды
- Медаль Анри Ролена 1999 г. за вклад в международное право.
- Премия Элизабет Хауб 2005 г. за вклад в экологическое право
- 2015 Почетный доктор права, Линкольнский университет.
- Приз Бэйли Гиффорд 2016 г. за Ист-Вест-стрит[69]
- Еврейская ежеквартальная премия Wingate за 2017 г. за Ист-Вест-стрит[70]
- 2017 г., почетный доктор права, Университет Восточной Англии.
- Британская книжная премия 2017, научно-популярная книга года
- 2017 Prix du Meilleur Livre Etranger (Sofitel) за улицу Восток-Запад[71]
- Приз Монтеня 2018 года за Ист-Вест-стрит[72]
- Prix du Livre Européen (Европейская книжная премия) 2018 за «Улица Восток-Запад: об истоках геноцида и преступлений против человечества»
- 2019 г., почетный доктор Лёвенского университета.
- 2019 премия Annetje Fels-Kupferschmidt